# Fundong
Fundong – miasto w Kamerunie, w Regionie Północno-Zachodnim, stolica departamentu Boyo. Liczy około 45,9 tys. mieszkańców.